# Joseph-Marie Pavy
Pour les articles homonymes, voir Pavy.
Joseph-Marie Pavy est un homme politique français né le 17 octobre 1766 à Lyon (Rhône) et décédé le 27 janvier 1839 à Lyon.
Fabricant de soiries, président du tribunal de commerce, il est député du Rhône de 1820 à 1827, siégeant dans la majorité royaliste et soutenant les gouvernements de la Restauration.

## Sources
- « Joseph-Marie Pavy », dans Adolphe Robert et Gaston Cougny, Dictionnaire des parlementaires français, Edgar Bourloton, 1889-1891 [détail de l’édition]